# Теодоро Обијанг Нгема Мбасого
Теодоро Обијанг Нгема Мбасого (шп. Teodoro Obiang Nguema Mbasogo; Акоакан, 5. јун 1942) политичар је из Екваторијалне Гвинеје и председник Екваторијалне Гвинеје од 3. августа 1979. године. Тада је у пучу срушио с власти ујака Франсиска Нгему. Тренутно је живући вођа који је најдуже на власти у некој земљи у Африци.
Од 31. јануара 2011. године до 29. јануара 2012. године био је председник Афричке уније.

## Биографија
Рођен је 1942. године у Акоакану. Још током колонијалног периода је завршио Војну академију у Сарагоси, Шпанија. Унапређен је у поручника након што је његов ујак Франсиско Нгема био изабран за првог председника Екваторијалне Гвинеје.
Нгема је владао као диктатор, те је напослетку почео да наређује смакнућа чланова сопствене породице. Његова ужа породица почела је веровати да је клинички луд. Због тога је Обијанг срушио свог ујака с власти у насилном пучу 3. августа 1979. године. Нгеми је суђено за злочине, након чега је осуђен на смрт.

### Председник
Обијанг је по доласку на власт обећао промене и у знак побољшања пустио из затвора велик број политичких затвореника и укинуо систем присилног рада. Међутим, ћутао је о свом учешћу у злочинима које је наређивао његов ујак.
Нови устав је усвојен 1982. године, а Нгема изабран за председника у седмогодишњем мандату. Био је једини кандидат на изборима. Исти сценарио поновљен је на изборима 1989. године. Поново је био изабран 1996. године и 2002. године са скоро 100-процентним резултатом. Четврти председнички мандат је освојио и на изборима 2009. године са 97% гласова, док је његов противкандидат, Пласидо Мико Абого, био претучен.
Иако међународна заједница његову владавину оцењује као мање насилну од оне његовог ујака, оптужују га за корупцију, етноцентризам и насиље над опозицијом. Иако је вишестраначје службено дозвољено од 1992. године, стварну власт у држави поседује његова Демократска странка Екваторијалне Гвинеје. Екваторијална Гвинеја је једна од највећих произвођача нафте на континенту, али су животни услови њеног становништва изузетно лоши: огромна већина њеног становништва нема чак ни приступ чистој води за пиће.